# 9e Pantserdivisie (Wehrmacht)
De 9e Pantserdivisie (Duits: 9. Panzer-Division) was een Duitse pantserdivisie tijdens de Tweede Wereldoorlog. De divisie kwam in actie op vele fronten en belangrijke slagen. Eerst aan het westfront bij de inval in Nederland, België en Frankrijk en begin 1941 bij de veldtocht op de Balkan. Daarna volgde een bijna drie jaar durende inzet aan het oostfront, eerst in het zuiden, vervolgens het centrum en ten slotte weer in Oekraïne. Moegestreden werd de divisie overgeplaatst naar Frankrijk voor herbouw. Daarna volgden tal van acties aan het westfront, in de Zak van Falaise, Aken, Betuwe, Aken, Ardennen, Rijnland, Remagen en ten slotte in de Ruhrkessel in april 1945.

## Geschiedenis

### Oprichting
Na afloop van de Poolse veldtocht was het duidelijk dat de lichte divisies een te beperkte effectiviteit hadden. Het Oberkommando des Heeres (OKH; Duitse opperbevel) beval de reorganisatie van de vier lichte divisies naar volledige pantserdivisies. In oktober 1939 was de 4e Lichte Divisie teruggekomen in zijn garnizoensstad Wenen. Daar werd deze divisie omgevormd op 3 januari 1940 in de 9e Pantserdivisie.

Niet alleen de naam veranderde, maar de divisie werd compleet gereorganiseerd. De divisie kreeg een volledig panzerregiment, (Panzerregiment 33), met 2 Abteilungen (bataljons), waarbij de oude Panzerabteilung 33 het 2e bataljon vormde. De twee infanterieregimenten (Kavallerie Schützen Regimenten) 10 en 11 werden herdoopt in Schützenregimenten 10 en 11 onder bevel van de Schützenbrigade 9.

### Veldtocht in het westen 1940

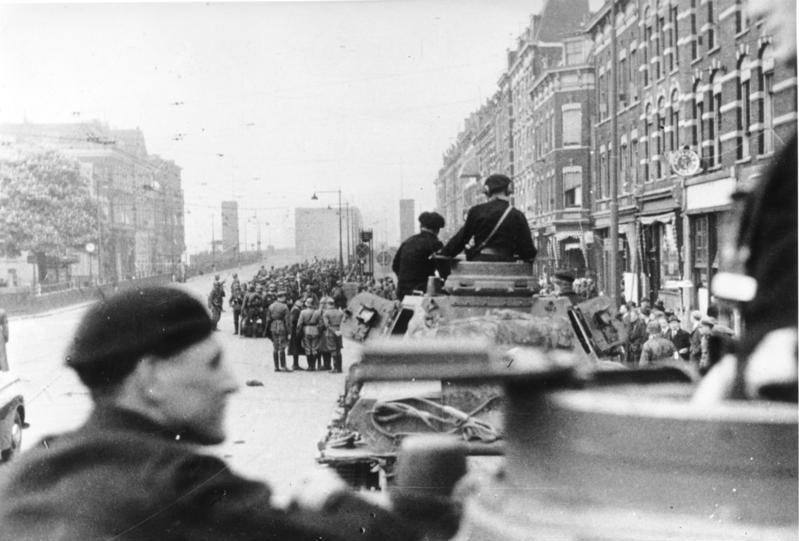
Troepen van de divisie rijden Rotterdam in.

De divisie was de enige gepantserde eenheid van het 18e Leger tijdens de Duitse aanval op Nederland in 1940. Op 12 mei trok de divisie, na de doorbraak van de infanteriedivisies, snel op door Noord-Brabant, om zo snel mogelijk verbinding op te nemen met de Duitse luchtlandingstroepen rond Rotterdam en Den Haag. Daartoe werd opgerukt naar en over de Moerdijkbruggen. Op 14 mei stonden de troepen voor Rotterdam. Na de Nederlandse overgave trokken delen van de divisie door naar Den Haag en Amsterdam, maar tegen 17 mei verzamelde de divisie zich bij Roermond en vanaf daar doorgaand naar Noord-Frankrijk (Hirson en Doullens). Door het Haltebefehl van Hitler kwam de divisie ten zuiden van Duinkerke nog slechts kort in actie. Daarna verzamelde de divisie zich in het bruggenhoofd ten zuiden van Amiens.
Tijdens de tweede fase van de veldtocht (Fall Rot), zorgde de divisie zuidelijk van Amiens voor de doorbraak door de Franse linies. Daarna kort teruggetrokken en oostelijk van Parijs verplaatst, volgde vanaf 14 juni 1940 de overtocht over de Seine bij Romilly-sur-Seine. Verdere succesvolle opmars richting Nevers aan de Loire. Opnieuw teruggetrokken en meer westelijk verplaatst volgde daarna een opmars via Orléans (ten tijde van de Wapenstilstand van 22 juni 1940 en Poitiers naar Branne, dat op 25 juni bereikt werd.
Meteen na het einde van de veldtocht verplaatste de divisie zich naar zijn “Heimatgarnizoensstad” Wenen. In september volgde dan een overplaatsing naar het Generaal-gouvernement.

### Balkanveldtocht
Begin februari 1941 verplaatste de divisie zich naar Roemenië en in medio maart 1941 naar Bulgarije als voorbereiding op de Balkanveldtocht. Vanaf 6 april kwam de divisie in actie en rukte in eerste instantie op naar Skopje en bereikte daarna bij Prizren de Albaanse grens. Vervolgens werd de opmars in zuidelijke richting doorgezet, Griekenland in. Daarbij werd Kozani op 14 april veroverd. De volgende dag werd de divisie tegengehouden bij Servia door Nieuwzeelanders, maar deze stelling werd vervolgens omtrokken en de divisie trok daarna via Larisa op naar Farsala – Volos aan de Egeïsche kust. Nog voor de vijandelijkheden voorbij waren, kreeg de divisie al marsorders om via Joegoslavië terug te keren naar de Heimat.

### Operatie Barbarossa
Bij de Duitse inval in de Sovjet-Unie vanaf 22 juni 1941, trok de divisie op als deel van Heeresgruppe Süd en trok al op 28 jun bij Annopol de grens met Oekraïne over. Op 7 juli werd de Stalin-linie doorbroken en vervolgens werd deelgenomen aan de omsingelingsslag om Oeman. Op 16 augustus werd Kryvy Rih veroverd en op 25 augustus de Dnjepr-dam bij Zaporizja. Vanaf begin september 1941 nam de divisie deel aan de omsingelingsslag om Kiev en maakte op 15 september contact met de uit het noorden komende Panzergruppe 2, waarmee de pocket gesloten werd. De divisie werd na deze slag ook onderdeel van Panzergruppe 2 en rukte vanaf eind september als deel van Operatie Taifun op met als doel om Moskou te veroveren. De divisie nam deel aan de omsingelingsslag om Brjansk en veroverde daarna (na een gevecht van vier dagen samen met de 95e Infanteriedivisie) op 4 november 1941 de stad Koersk. Nog verder volgde de opmars tot het begin december 1941 rond Sjtsjigri niet meer verder ging. Het front in dit gebied kon tot in het voorjaar van 1942 gehouden worden.

### Oostfront 1942 – 1944
Vanaf 28 juni 1942 werd de divisie weer offensief als deel van Fall Blau en rukte op richting Voronezj, maar moest kort daarvoor al naar het noorden afdraaien om de flank te dekken. Hevige Sovjetaanvallen werden in het gebied rond Zemljansk afgeweerd tot de divisie op 4 augustus 1942 uit het front gehaald werd en via Orel naar Bolchov verplaatst werd. Van 11 tot 24 augustus 1942 nam de divisie deel aan Operatie Wirbelwind en kwam meteen aansluitend in actie tegen het Sovjet Kozelsk-offensief tot 9 september 1942. Hierop werd de divisie weer uit het front gehaald en in reserve geplaatst. Van eind september 1942 tot februari 1943 kwam de divisie voortdurend in actie tegen Sovjet offensieven (o.a. Operatie Mars) in de Rzjev-saillant. In maart 1943 kwam de divisie in actie bij Korps Scheele aan het Zjizdra-front. Vanaf april 1943 lag de divisie weer in reserve, werd opgefrist en deel omgebouwd.
Vanaf 5 juli 1943 nam de divisie deel aan Operatie Citadel als deel van de noordelijke tang, maar was wel deel van de tweede aanvalsgolf. Maar verder oprukken dan zo’n 15 km ging niet en na een week was de Duitse aanvalskracht grotendeels opgebruikt. Nadat de Sovjettroepen noordelijk van Orjol offensief geworden waren, werd de divisie daarheen verlegd, maar kon het tij niet keren. De Duitse troepen werden tot de terugtocht richting westen gedwongen en de divisie ging vechtend mee. Op 25 augustus 1943 werd de divisie uit het front genomen en op transport gesteld naar Heeresgruppe Süd. Daar kon de divisie het net uitgebroken 29e Legerkorps achter de Jelantsjik stutten. Tussen 9 en 12 september 1943 lanceerde het 40e Pantserkorps met de 9e en 23e Pantserdivisies en de 16e Pantsergrenadierdivisie een succesvolle tegenaanval en sloten het net achter het doorgebroken Sovjet 3e Gardeleger, waarbij een gemechaniseerd- en een tankkorps werden afgesneden. Hiermee werd een ernstige crisis in Oekraïne voorlopig bezworen. Daarna volgde de terugtocht naar de Dnjepr tot eind september. Begin oktober lag de divisie achter de Dnjepr tussen Dnjepropetrovsk en Zaporizja. In de tijd tot het einde van het jaar kwam de divisie in actie ten noordoosten van Kryvyi Rih, ter verdediging van de toegangen tot deze stad. Van eind januari tot eind februari 1944 was de divisie de belangrijkste pantserreserve van het 6e Leger tijdens het Sovjet Nikopol-Kryvy Rih offensief. Onder andere bij Apostolove vonden zware gevechten plaats. Uiteindelijk kon de divisie een defensieve stelling betrekken achter de Inhoelets tussen Kryvy Rih en Cherson. In het “Bereznegovato-Snihoerivka” offensief van 6 tot 18 maart verloor de divisie nogmaals de helft van zijn gevechtssterkte en bijna alle zware wapens en was daardoor niet meer gevechtswaardig. Op de laatste datum kreeg de divisie bevel naar Frankrijk te verplaatsen.

### Frankrijk
De divisie werd vervolgens naar het gebied Nîmes/Avignon in Frankrijk gestuurd om herbouwd te worden. Dit gebeurde tot 1 mei 1944 door het absorberen van de 155e Reserve Pantserdivisie. De training ging hier ook verder. Op 27 juli werd de divisie gealarmeerd en tegen 6 augustus was deze verzameld rond Alençon en drie dagen later was er het eerste gevechtscontact met Amerikaanse troepen. Overigens was het Pantherbataljon van de divisie (II./Pz.Regt.33) in herbouw en training in Mailly-le-Camp en deze reed zelfstandig naar Normandië. De divisie werd eigenlijk meteen de Falaise pocket ingeduwd en verloor daar het overgrote deel van zijn sterkte. Slechts een Kampfgruppe kon ontsnappen. Daarna restte niets meer dan een terugtocht naar de Duitse grens. Hier kwam de divisie in september in actie in de eerste slag om Aken. Tegen het eind van de maand werd de divisie uit de frontlijn gehaald en in reserve Heeresgruppe B geplaatst. Op 27 september 1944 werd de Panzerbrigade 105, die al sinds 12 september onder operationeel bevel stond, officieel in de divisie opgenomen.

### Nederland – Betuwe - Peel
De divisie werd overgebracht naar de Betuwe en nam vanaf 1 oktober deel aan de Duitse tegenaanval daar, rond Elst. Hier leed de divisie opnieuw  verliezen, zonder echte resultaten te behalen. Tussen 13 en 15 oktober werd de divisie met veerboten overgezet over het Pannerdensch Kanaal en vervolgens bij Xanten kort opgefrist.
Eind oktober 1944 werd de divisie (samen met de 15e Pantsergrenadierdivisie in het 47e Pantserkorps) ingezet voor een 4 daagse afleidingsaanval op de 7e Amerikaanse Pantserdivisie bij Meijel in de Peel.  Na deze beperkte aanval werd de divisie begin november weer teruggetrokken over de Maas.
Hierna werd de divisie opnieuw opgefrist en versterkt. Medio november kwam de divisie in actie om de opmars van de Amerikaanse 2e Pantserdivisie naar de Roer te stuiten. In hevige tank tegen tank gevechten gedurende meerdere dagen bracht de divisie de Amerikaanse pantsertroepen zware verliezen toe, maar moest ook zelf incasseren. Opnieuw ging de divisie in reserve, maar bleef ook regelmatig ingezet worden tegen de Amerikaanse troepen bij Geilenkirchen tot 4 december 1944.

### Ardennen

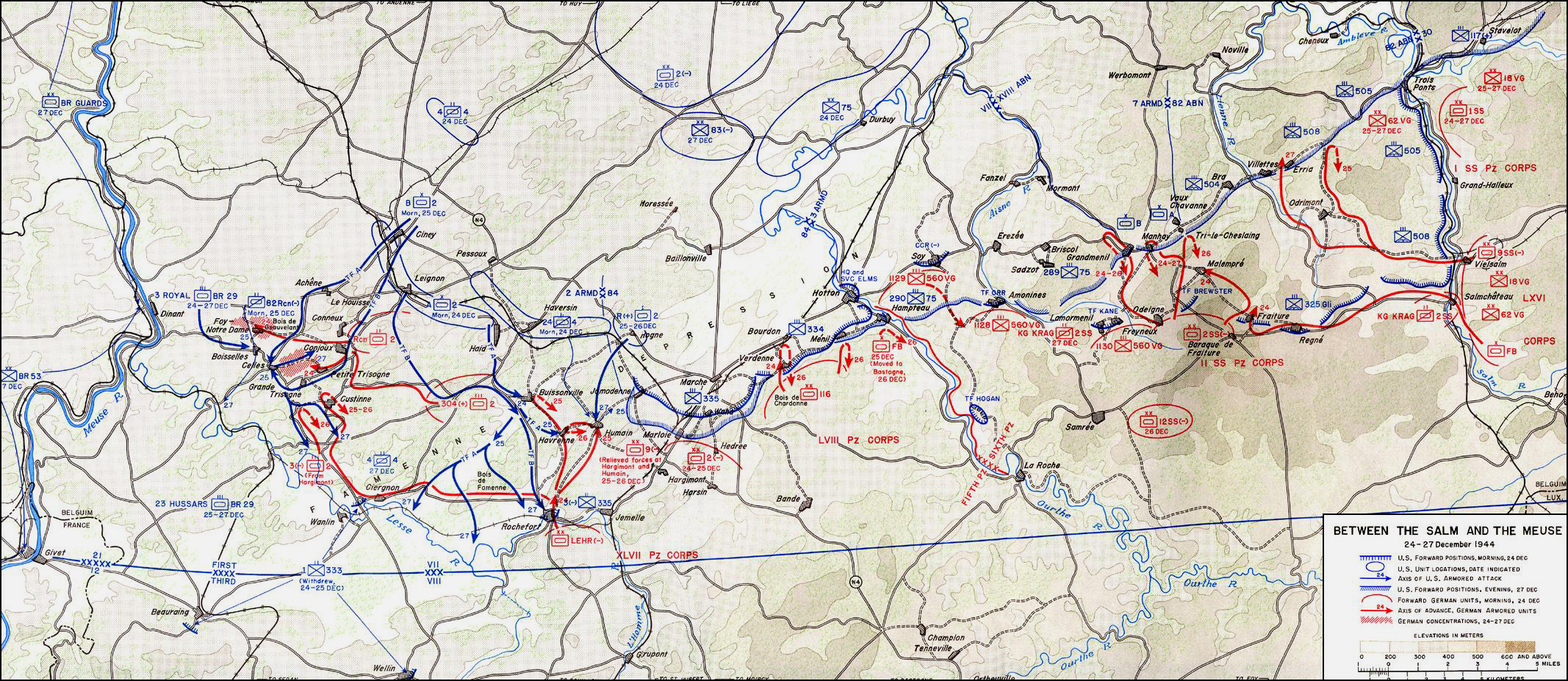
Kaart van de acties van de divisie in de Ardennen

Opnieuw opgefrist kwam de divisie in actie in het Ardennenoffensief, maar wel in de tweede golf. Pas vanaf 25 december 1944 nam de divisie frontdelen over bij Humain, viel aan richting Buissonville, maar zonder succes. Vanaf dat moment maakte de divisie in de Ardennen alleen maar defensieve gevechten mee en werd vervolgens teruggedrongen naar de Duitse grens. Tegen 7 februari 1945 lag het front weer langs de Westwall. Van 24 februari tot 4 maart 1945 vocht de divisie langs de Erft en bij Erkelenz en werd vervolgens teruggedrongen tot Keulen. Daar probeerde de divisie de stad te verdedigen, maar had daar de kracht niet voor en daarna werden de restanten tot 7 maart overgebracht over de Rijn.

### Ruhrkessel
Meteen daarna werd de divisie ingezet tegen het Amerikaanse bruggenhoofd bij Remagen. Toen eind maart 1945 de Amerikanen uit hun bruggenhoofd braken en tot 1 april de zuidelijke boog van de Ruhrkessel vormden, werd de divisie naar het gebied rond Siegen gedreven. In april drukten de Amerikanen de pocket steeds meer in en de divisie werd uiteindelijk de oostelijke Ruhrpocket ingedreven.

### Het einde
De 9e Pantserdivisie capituleerde bij Iserlohn in de Ruhrkessel aan de Amerikaanse 7e Pantserdivisie op 16 april 1945. Enkele kleine delen waren buiten de omsingeling gebleven, en deze kwamen nog in actie in de Harz bij het 11e Leger tot 26 april 1945.

## Bovenliggende bevelslagen
| Legerkorps                                     | Leger                 | Legergroep         | Plaats/regio                     | Begin                | Eind                 |
| ---------------------------------------------- | --------------------- | ------------------ | -------------------------------- | -------------------- | -------------------- |
| OKH-reserve                                    |                       | OKH                |                                  | januari 1940         | mei 1940             |
| direct                                         | 18. Armee             | Heeresgruppe B     | Nederland                        | 10 mei 1940          | 12 mei 1940          |
| 39e Gemotoriseerde Korps                       | 18. Armee             | Heeresgruppe B     | Nederland                        | 12 mei 1940          | medio mei 1940       |
| ?                                              | 4. Armee              | Heeresgruppe B     | Noord-Frankrijk                  | 19 mei 1940          | 30 mei 1940          |
| ?                                              | 18. Armee             | Heeresgruppe B     | Noord-Frankrijk                  | 31 mei 1940          | 2 juni 1940          |
| Panzergruppe Kleist / 14e Gemotoriseerde Korps | 6. Armee              | Heeresgruppe B     | Frankrijk                        | 2 juni 1940          | 13 juni 1940         |
| Panzergruppe Kleist / 14e Gemotoriseerde Korps | 12. Armee             | Heeresgruppe A     | Frankrijk                        | 14 juni 1940         | eind juni 1940       |
| 40e Legerkorps                                 | BdE                   | Heeresgruppe B     | Heimat                           | juli 1940            |                      |
| 40e Gemotoriseerde Korps                       | direct                | Heeresgruppe B     | Generaal-gouvernement            | september 1940       | 21 december 1940     |
| 40e Gemotoriseerde Korps                       | 12. Armee             | Heeresgruppe B     | Generaal-gouvernement            | 21 december 1940     | 31 december 1940     |
| 40e Gemotoriseerde Korps                       | 17. Armee             | Heeresgruppe B     | Generaal-gouvernement            | 1 januari 1941       | januari 1941         |
| 40e Gemotoriseerde Korps                       | 12. Armee             | OKH                | Roemenië                         | februari 1941        | medio maart 1941     |
| 40e Gemotoriseerde Korps                       | Panzergruppe 1        | OKH                | Bulgarije                        | medio maart 1941     | maart 1941           |
| 40e Gemotoriseerde Korps                       | 12. Armee             | OKH                | Griekenland                      | 5 april 1941         | 18 mei 1941          |
| stell. Gen.Kdo. VIII                           | -                     | -                  | Heimat                           | 19 mei 1941          |                      |
| 14e Gemotoriseerde Korps                       | Panzergruppe 1        | Heeresgruppe Süd   | Generaal-gouvernement / Oekraïne | 6 juni 1941          | 9 september 1941     |
| 48e Gemotoriseerde Korps                       | Panzergruppe 1        | Heeresgruppe Süd   | Kyiv                             | 10 september 1941    | 23 september 1941    |
| 48e Gemotoriseerde Korps                       | Panzergruppe 1        | Heeresgruppe Mitte | Brjansk                          | 23 september 1941    | 25 oktober 1941      |
| 48e Gemotoriseerde Korps                       | 2. Armee              | Heeresgruppe Mitte | Koersk, Sjtsjigri                | 25 oktober 1941      | begin juni 1942      |
| 48e Gemotoriseerde Korps                       | 4e Pantserleger       | Heeresgruppe Süd   | Voronezj                         | begin juni 1942      | eind juni 1942       |
| 24e Pantserkorps                               | 4e Pantserleger       | Heeresgruppe Süd   | Voronezj                         | eind juni 1942       | 9 juli 1942          |
|                                                | 4e Pantserleger       | Heeresgruppe B     | Voronezj                         | 9 juli 1942          | augustus 1942        |
| 41e Pantserkorps                               | 2e Pantserleger       | Heeresgruppe Mitte | Bolchov                          | augustus 1942        | september 1942       |
|                                                | 9. Armee              | Heeresgruppe Mitte | Sytsjovka                        | september 1942       |                      |
| 39e Pantserkorps                               | 9. Armee              | Heeresgruppe Mitte | Sytsjovka                        | november 1942        | december 1942        |
| 27e Legerkorps                                 | 9. Armee              | Heeresgruppe Mitte | Rzjev                            | december 1942        | 15 februari 1943     |
| Korps Scheele                                  | 2e Pantserleger       | Heeresgruppe Mitte | Zjizdra                          | februari 1943        | april 1943           |
|                                                | direct onder bevel    | Heeresgruppe Mitte | Brjansk                          | april 1943           | mei 1943             |
| direct onder bevel                             | 9. Armee              | Heeresgruppe Mitte | Orjol                            | mei 1943             | begin juli 1943      |
| 47e Pantserkorps                               | 9. Armee              | Heeresgruppe Mitte | Orjol                            | begin juli 1943      |                      |
| 41e Pantserkorps                               | 2e Pantserleger       | Heeresgruppe Mitte | Brjansk                          | medio juli 1943      | 25 augustus 1943     |
| 29e Legerkorps                                 | 6. Armee              | Heeresgruppe Süd   | Jelantsjik                       | eind augustus 1943   | begin september 1943 |
| 40e Pantserkorps                               | 1e Pantserleger       | Heeresgruppe Süd   | Dnjepr                           | medio september 1943 | oktober 1943         |
| 57e Pantserkorps                               | 1e Pantserleger       | Heeresgruppe Süd   | Kryvy Rih                        | oktober 1943         | 31 december 1943     |
| 57e Pantserkorps                               | 6. Armee              | Heeresgruppe Süd   | Kryvy Rih                        | 1 januari 1944       | januari 1944         |
| 30e Legerkorps                                 | 6. Armee              | Heeresgruppe Süd   | Kryvy Rih                        | 1 januari 1944       | februari 1944        |
| direct onder bevel                             | 6. Armee              | Heeresgruppe Süd   | Zuid Oekraïne                    | februari 1944        |                      |
| 4e Legerkorps                                  | 6. Armee              | Heeresgruppe Süd   | Zuid Oekraïne                    |                      | 18 maart 1944        |
|                                                |                       | Heeresgruppe B     | Avignon                          |                      | 28 april 1944        |
|                                                |                       | Armeegruppe G      | Avignon                          | 28 april 1944        | 27 juli 1944         |
| ?                                              | 7. Armee              | Heeresgruppe B     | Normandië                        | 5 augustus 1944      | 11 augustus 1944     |
| ?                                              | Panzergruppe Eberbach | Heeresgruppe B     | Normandië                        | 11 augustus 1944     |                      |
| II SS Pantserkorps                             | 5e Pantserleger       | Heeresgruppe B     | België                           | eind augustus 1944   |                      |
|                                                | reserve               | OB West            | Rijnland                         |                      | 11 september 1944    |
|                                                | 7. Armee              | Heeresgruppe B     | Aken                             | 11 september 1944    | eind september 1944  |
| II SS Pantserkorps                             | 1. Fallschirm-Armee   | Heeresgruppe B     | Betuwe                           | eind september 1944  | 15 oktober 1944      |
|                                                | reserve               | OB West            | Rijnland                         | 15 oktober 1944      | 25 oktober 1944      |
| 47e Pantserkorps                               | 1. Fallschirm-Armee   | Heeresgruppe B     | Peel                             | 25 oktober 1944      | 2 november 1944      |
|                                                | reserve               | OB West            | Rijnland                         | 2 november 1944      | 16 november 1944     |
| ?                                              | 15. Armee             | Heeresgruppe B     | Aken                             | 16 november 1944     | 16 december 1944     |
| 47e Pantserkorps                               | 5e Pantserleger       | Heeresgruppe B     | Ardennen                         | 22 december 1944     | eind december 1944   |
| 58e Pantserkorps                               | 5e Pantserleger       | Heeresgruppe B     | Ardennen                         | eind december 1944   | 23 februari 1945     |
| 81e Legerkorps                                 | 15. Armee             | Heeresgruppe B     | Rijnland                         | 23 februari 1945     | 29 maart 1945        |
| 58e Pantserkorps                               | 5e Pantserleger       | Heeresgruppe B     | Ruhrkessel                       | 29 maart 1945        | 16 april 1945        |

## Commandanten
| Rang            | Naam                             | Begin             | Eind              | Opmerking                                          |
| --------------- | -------------------------------- | ----------------- | ----------------- | -------------------------------------------------- |
| Generalleutnant | Alfred von Hubicki               | 3 januari 1940    | 14 april 1942     |                                                    |
| Generalleutnant | Johannes Baeßler                 | 15 april 1942     | 26 juli 1942      | gewond                                             |
| Oberst          | Heinrich-Hermann von Hülsen      | 27 juli 1942      | 3 augustus 1942   | m.d.st.F.b.                                        |
| Generalleutnant | Walter Scheller                  | 28 juli 1942      | 21 juli 1943      |                                                    |
| Generalmajor    | Erwin Jollasse                   | 22 juli 1943      | 20 oktober 1943   | gewond bij een val                                 |
| Oberst          | Johannes Schulz                  | 20 oktober 1943   | 27 november 1943  | gesneuveld bij Sofijivka, noordelijk van Kryvy Rih |
| Oberst          | Max Sperling                     | 27 november 1943  | 28 november 1943  | m.d.st.F.b.                                        |
| Oberst          | Walter Boemers                   | 1 december 1943   | 7 januari 1944    | m.d.st.F.b.                                        |
| Generalmajor    | Erwin Jollasse                   | 8 januari 1944    | 10 augustus 1944  |                                                    |
| Oberst          | Max Sperling                     | 10 augustus 1944  | 2 september 1944  | m.d.st.F.b.                                        |
| Generalmajor    | Gerhard Müller                   | 3 september 1944  | 16 september 1944 | m.d.st.F.b.                                        |
| Generalmajor    | Harald von Elverfeldt            | 16 september 1944 | 28 december 1944  | gewond bij een geallieerde luchtaanval             |
| Generalmajor    | Friedrich Wilhelm von Mellenthin | 28 december 1944  | februari 1945     | m.d.st.F.b.                                        |
| Generalleutnant | Harald von Elverfeldt            | februari 1945     | 6 maart 1945      | gesneuveld bij straatgevechten in Keulen-Nippes    |
| Oberst          | Helmut Zollenkopf                | 6 maart 1945      | tot capitulatie   | m.d.F.b.                                           |

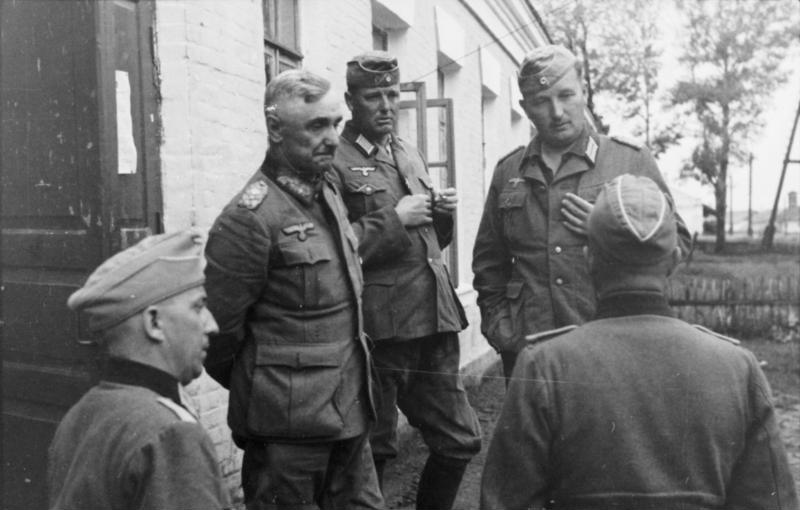
Generalleutnant Alfred von Hubicki (2e van links) te Lviv in 1941

m.d.F.b. (mit der Führung beauftragt = tijdelijk met het bevel belast)

m.d.st.F.b. (mit der stellvertretende Führung beauftragt = met het plaatsvervangend bevel belast)

## Samenstelling
| 1940 (Westfeldzug)                                               | 1940 (augustus)                                                                              | 1943 (oostfront)                                              |
| ---------------------------------------------------------------- | -------------------------------------------------------------------------------------------- | ------------------------------------------------------------- |
| Panzer-Regiment 33                                               |                                                                                              |                                                               |
| Schützen-Brigade 9 - Schützen-Regiment 10 - Schützen-Regiment 11 | Schützen-Brigade 9 - Schützen-Regiment 10 - Schützen-Regiment 11 - Kradschützen-Bataillon 59 | - Panzer-Grenadier-Regiment 10 - Panzer-Grenadier-Regiment 11 |
| Schwere-Infanterie-Geschütz-Kompanie 701                         | Schwere-Infanterie-Geschütz-Kompanie 701                                                     | —                                                             |
| Artillerie-Regiment 102                                          | Artillerie-Regiment 102                                                                      | Panzer-Artillerie-Regiment 102                                |
| Panzerjäger-Abteilung 50                                         |                                                                                              |                                                               |
| —                                                                | —                                                                                            | Heeres-Flak-Artillerie-Abteilung 287                          |
| Aufklärungs-Regiment 9                                           | Aufklärungs-Abteilung (mot.) 9                                                               | Panzer-Aufklärungs-Abteilung 9                                |
| Pionier-Bataillon 86                                             | Pionier-Bataillon 86                                                                         | Panzer-Pionier-Bataillon 86                                   |
| Nachrichten-Abteilung 85                                         | Nachrichten-Abteilung 85                                                                     | Panzer-Nachrichten-Abteilung 85                               |
| Versorgungstruppen 60                                            | Versorgungstruppen 60                                                                        | Panzer-Versorgungstruppen 60                                  |